# Barragem do Rio Descoberto
A Barragem do Rio Descoberto é uma barragem do tipo concreto gravidade, concluída em 1974, de propriedade da Companhia de Saneamento Ambiental do Distrito Federal (Caesb), utilizada como reservatório para o abastecimento de água para grande parte do Distrito Federal, Brasil.
A Barragem do Rio Descoberto está localizada a cerca de 50 km a oeste de Brasília, podendo ser acessada através de rodovia asfaltada, pela BR-070. A sua capacidade total é de 102.900.000 metros cúbicos e responde por aproximadamente 60% de todo o abastecimento da população local servindo a até 1.200.000 pessoas. Ela mede 3 metros de largura da crista, 33 metros de altura máxima e 265 m de comprimento.
Enfrentou uma crise hídrica, correndo-se o risco de acabar a água na próxima fase de seca, mas o risco já passou e o nível de água aumentou. O nível pode ser acompanhado através de medição da ADASA, no link http://www.adasa.df.gov.br